# Francis Isnard
Francis Isnard (* 11. April 1945 in Manosque; † 26. Juni 2010 in Monaco) war ein französischer Fußballspieler.

## Laufbahn im Verein
Das Fußballspielen begann Isnard in seiner Heimatstadt Manosque, wechselte später zum OGC Nizza und schaffte 1963 den Sprung in dessen Erstligamannschaft. Der damals 18-Jährige wurde bereits in seiner ersten Spielzeit regelmäßig aufgeboten, musste an deren Ende allerdings den Abstieg in die Zweitklassigkeit hinnehmen. 1965 glückte als Zweitligameister der direkte Wiederaufstieg. In den nachfolgenden Jahren avancierte er zum unangefochtenen Stammspieler in der Abwehr, während die Mannschaft sich in der Liga etablierte und ab 1966 regelmäßig am europäischen Wettbewerb teilnahm. Am Ende der Saison 1967/68 belegte sie sogar den zweiten Tabellenrang, wohingegen es im nachfolgenden Jahr zum erneuten Abstieg kam. 1970 gewannen Isnard und seine Teamkollegen erneut die Meisterschaft der zweiten Liga und wurden anschließend wieder zur festen Größe in der höchsten Spielklasse. 1972/73 wurden sie als zweitplatzierte Elf erneut Vizemeister.
Zwischen 1963 und 1975 hatte Isnard insgesamt zwölf Jahre in der Abwehr von Nizza verbracht, den Großteil davon an der Seite von Maurice Serrus. Durch 334 Erstligapartien ist er der Rekordspieler dieses Vereins in der höchsten Spielklasse. Er büßte seinen Stammplatz nie ein und galt als ausgesprochen solider Verteidiger. Zugleich erlaubte er sich wenige Fehler, weswegen eine 1974 gegen Girondins Bordeaux kassierte gelbe Karte seine einzige Verwarnung in der höchsten Spielklasse blieb.
Mit seinem Abschied aus Nizza wechselte er 1975 zum Zweitligisten AS Cannes, für den er in den nachfolgenden zwei Jahre 56 Partien mit drei eigenen Toren bestritt. 1977 beendete er mit 32 Jahren seine Profilaufbahn. Daran anschließend lief er für Rapid Menton auf und dort zeitweilig in der vierten Liga. Zuletzt spielte er von 1983 bis 1985 für den Verein Étoile de Menton. Später ließ er sich in Calvi auf der Insel Korsika nieder. Am 26. Juni 2010 starb er im Alter von 65 Jahren nach mehrjähriger schwerer Krankheit in einem Krankenhaus in Monaco.

## Nationalmannschaft
In den frühen Jahren seiner Karriere galt Isnard als talentiert und konnte aus diesem Grund Berufungen in die französische U-21-Nationalelf verbuchen. Darüber hinaus wurde er in der Auswahlmannschaft des französischen Militärs eingesetzt und konnte mit dieser 1964 die zugehörige Weltmeisterschaft gewinnen.